# Рейнальд IV (герцог Гелдерна)

Гелдерн, Цютфен (светло-коричневым) и Юлих (светло-зелёным) на карте Нидерландов 2-й пол. 14 в.

Райнальд Юлихский (нидерл. Reinoud IV van Gelre, фр. Renaud de Juliers; ок. 1365 — 25 июня 1423) — герцог Юлиха (под именем Райнальд I), герцог Гелдерна и граф Цютфена с 1402 года. Сын Вильгельма VI Юлихского и Марии Гелдернской. Наследовал брату — Вильгельму VII.

## Биография
Райнальд Юлихский безуспешно пытался сдержать территориальную экспансию Бургундии в Нидерландах — сначала с помощью Виттельсбахов, графов Голландии и Эно. После перехода Брабанта Антуану Бургундскому (1406 год) Райнальд поссорился с голландскими Виттельсбахами и вступил в союз с германским королём Рупрехтом и герцогом Людовиком Орлеанским.
В 1412 году одержал победу над Голландией в борьбе за провинцию Гронинген.
Был вынужден уступить Клеве город Эммерих и подтвердить привилегии Генеральных штатов Гелдерна.

## Семья
Райнальд Юлихский в 1405 году взял в жёны Марию д’Аркур, дочь Жана VI графа д’Аркур и д’Омаль, барона Эльбёф. Детей у них не было.
Герцогство Гелдерн, которое могло наследоваться по женской линии, отошло Арнольду Эгмонду, внуку Жанны — сестры Райнальда. Юлих достался его двоюродному брату герцогу Берга Адольфу VII (за его сына Роберта вышла замуж вдова Райнальда).